# شو تينغ
شو تينغ (بالصينية: 舒婷) شاعرة صينية، تُعَدُ من الشاعرات الممثلات للشعر الغامض، وإسمها الأصلى «جونغ بى يو»، وُلدت شو تينغ عام 1952، تربعت على عرش عالم الشعر في نهاية سبعينات القرن العشرين، اختلف أسلوبها العشرى هي والعديد من شعراء عصرها مثل: بي داو، جو تشيانغ وليانغ شياو عمن سبقوهم قامت برفع مكانة الشعر الغامض لأعلى المراتب.
وُلدت شو تينغ بشارع شى ماو الواقع بمدينة لونغهاي بمقاطعة فو جيان، لكن منزل أجدادها يقع بمدينة تشوانتشو، حيث انتقلت مع والدها منذ صغرها للعيش في بمدينة شيامن، قضت الجزءالأكبر من عمرها جزيرة قولانغيو.
انضمت عام 1969 لحركة إلى الأعلى نحو الجبال وإلى الاسفل نحو الريف، وعادت لوطنها عام 1972 لتتقلد وظيفة عاملة، ثم بدأت بإصدار أولى أعمالها الشعرية عام 1979. في عام 1980، عملت في اتحاد مقاطعة فوجيان للدوائر للآداب والفنون وكان مشاركًا في الكتابة الاحترافية. يشغل حالياً منصب نائب رئيس اتحاد المقاطعات والفنون في مقاطعة فوجيان ورئيس اتحاد شيامن للدوائر الأدبية والفنية.

## دواوينها الشعرية
أبرز دواوينها الشعرية " شوانغ وى تشوان"، " الوردة التي تغنى"، "شى تزو
نيوا". وأبرز مجموعاتها النثرية " شين يان"، وتُعَد قصيدة " تجى شيانغ شو" إحدى الأعمال الممثِلة للشعر الغامض.

## خصائص الأعمال الشعرية
تصف روح وتفكير السيدات في عصرها من خلال وصف تجربتهم الفريدة من نوعها، تفردت في وصفها للمشاعر الكامنة في قرارة النفس، وتعرض تفاصيل التجارب العاطفية المعقدة والمشاعر المعقدة، تصف باستفاضة التقلبات والعاطفية من خلال الافتراضات التخيلية وتقديم التنازلات وغيرها من الطرق الفريدة.
ابتكرت بناء شعرى جديد يتخد من جوهرالمشاعر الإنسانية أساس له، حيث تعرض المشاعر الحزينة بطريقة جميلة، الأمل الممزوج بالحزن، نقل مشاعر الحزن والفرح، التأكيد على احترام قيمة الإنسان، وسعيه وراء قيمته الشخصية والمُثُل العليا في الحياة. فهذه هي الفكرة الأساسية التي سعت إليها شو تينغ من خلال قصائدها الشعرية.

## الأعمال الفخرية
- وحصدت قصيدة «الوطن الأم، وطنى العزيز» لعام 1980 جائزة الدولة لأفضل الأعمال الشعرية الشابة، وتم اختيارها في نسخة جيانغسو التعليمية من المدارس الثانوية اللغوية الثلاثة الإلزامية والإلزامية لغة المدارس الثانوية الثلاثة والنسخة التعليمية للصف الثالث الإعدادى.
- ديوان «شوانغ وى تشوان»
- ديوان«المياه النقية ليس لها رائحة»

## الوصلات الخارجية
http://www.white-collar.net/01-author/s/13-shu_t/index-st.htm
http://ohmymoon.bokee.com/4120210.html
الشعر الغامض